# Orca (software)
Orca è una applicazione libera, open source, flessibile ed estensibile per persone con deficienza visuale. Usando varie combinazioni di sintesi vocale, braille e ingrandimento, Orca offre accesso ad applicazioni e toolkit che supportano il AT-SPI (es. GNOME). Lo sviluppo di Orca è portato avanti dall'Accessibility Program Office di Sun Microsystems, Inc. con le contribuzioni della comunità.
Il nome Orca, termine alternativo per indicare la balena assassina, è un'allusione all'applicazione di tecnologia assistiva di Windows chiamata Jaws, inglese per "squalo".
Come in GNOME 2.16, Orca fa parte della piattaforma di GNOME. Orca è già fornito da un numero di distribuzioni di GNU/Linux come Open Solaris, Debian e Ubuntu.

## Guide in formato audio
Darragh Ó Héiligh ha creato varie guide in formato audio:
- Passeggiata per l'installazione di Ubuntu 7.04[collegamento interrotto]: Una guida abbastanza utile.
- Revisione di Fedora Core 7 e il lettore di schermo Orca per il Desktop environment GNOME[collegamento interrotto]
- Guida per l'installazione delle ultime versioni di Firefox e Orca (MP3) [collegamento interrotto], su digitaldarragh.com.